# Ícaro (cómic)
Ícaro (Joshua "Jay" Guthrie) es un mutante creado por Nunzio DeFilippis y Christina Weir y apareció por primera vez en Nuevos Mutantes: Academia X #2. Él es un estudiante en el  Instituto Xavier de Aprendizaje Superior y es miembro primero del Escuadrón Los Infernales y luego del de Nuevos Mutantes. Sus compañeros de estudios lo votaron como el "mas musical" en el anuario.

## Biografía ficticia del personaje

### Primeros años
Jay era miembro de la extensa prole de Thomas Zebulon y Lucinda Guthrie. Varios de los hermanos desarrollaron habilidades mutantes:  Sam y  Paige se convirtieron en miembros de la Patrulla-X; Jeb, proyectaba electricidad por sus ojos y Melody podía volar. Por todo ello, la familia Guthrie sufría el odio de sus vecinos. Cuando Sam y Paige abandonaron el hogar para ingresar en la Patrulla-X y con su padre muerto, Jay asumió el papel de "hombre de la casa" pensando que era su responsabilidad el proteger a sus hermanos.
En una ocasión ayudó a su hermano Sam a rescatar a un grupo musical en el que se encontraban Lila Cheney y Dazzler, de un accidente aéreo. Con Lila inconsciente, no pudieron teleportarse hasta un lugar seguro. Jay utilizó su talento musical para que Dazzler pudiera recargar sus poderes, basados en el sonido y abrir una ruta de escape.
Cuando desarrolló sus poderes mutantes dejó el hogar familiar para protegerlos de sufrir más rechazo social y se unió a una banda musical como guitarrista y cantante. Sin embargo, en sus actuaciones solía mostrar sus alas al público como si fuera parte del espectáculo.
Jay se enamoró de Julia Cabot que era miembro de una familia rival de los Guthrie. El padre de Julia adquirió y modificó una armadura superpoderosa, con la que atacó a Jay y la chica pensando que su amado había fallecido arrastró su cuerpo hasta el río. Abrazando a Jay, Julia se sumergió en el agua, y ambos se hundieron hasta el fondo del río. En ese momento, el poder regenerador de Jay se puso en marcha y el mutante despertó descubriendo a Julia en sus brazos. Emergió rápidamente del río y trató de salvar a Julia, pero ya era tarde pues la muchacha había muerto ahogada. Desesperado, Jay trató de suicidarse clavándose una estaca en el corazón, pero no lo consiguió debido a su factor curativo. Warren Worthington encontró a Jay y le ayudó a trasladar el cadáver de Julia hasta la granja de los Guthrie.

### Instituto Xavier
Tras la muerte de Julia, Jay trató de suicidarse varias veces más, esperando que alguna vez su factor curativo no funcionase. Su madre le envió al  Instituto Xavier en contra de su voluntad, con la esperanza de que allí pudieran ayudarlo a superar su depresión. En el Instituto, Jay fue designado originalmente al grupo de entrenamiento supervisado por Emma Frost, los  Infernales, pero más tarde cambió de equipo con  Ruina, pasando a formar parte de los Nuevos Mutantes. De carácter reservado y melancólico, sus compañeros solían acudir a él para contarle sus problemas personales.

### Post Día M
Después del  Día M, Ícaro fue uno de los pocos mutantes que retuvieron sus poderes. Sin embargo, sufrió el ataque de un grupo de Purificadores anti-mutantes, que le cortaron las alas. El  Dr. McCoy determinó que su factor curativo residía en sus alas y por eso no le volvieron a crecer.
Jay rechazo la oferta de su amigo  Elixir de curar sus alas, pues el reverendo William Stryker le había dicho que salvaría a sus amigos si "devolvía sus alas a Dios". Jay avisó a Stryker del autobús en el que varios de sus compañeros que habían perdido sus poderes mutantes iban a abandonar el Instituto y este utilizó esa información para ordenar un ataque contra el autobús que causó la muerte de muchos de los antiguos alumnos del Instituto.
Stryker fue informado por Nimrod de que su ataque al Instituto sería detenido por  Alhelí, por lo que ordenó su asesinato. Después de eliminar esa amenaza, el siguiente objetivo era  Arena, así que engañó a Jay para que atrajera a la mutante hasta su base. Cuando Jay le entregó a Sooraya la dirección de la iglesia de Stryker, X-23 decidió suplantar a su compañera y acudir en su lugar. Allí, fue tiroteada y dada por muerta por los Purificadores. Una vez que Stryker pensó que Arena había sido eliminada le contó a Jay que él era el responsable de la muerte de Julia Cabot pues había suministrado a su padre la armadura con la que le había atacado y tras ello, disparó al muchacho hiriéndolo de muerte.
Iron Man y Ms. Marvel encontraron el cadáver de Ícaro en la iglesia de Stryker y vieron que, antes de morir, había escrito con su sangre el nombre de Nimrod.
La Patrulla-X organizó un funeral por Ícaro y los otros alumnos fallecidos al que asistieron los hermanos Guthrie y su madre Lucinda.

## Poderes y habilidades
De su espalda surgen dos alas de plumas color rojo. También tiene una cicatriz cerca del corazón. Toda su anatomía está adaptada naturalmente al vuelo. Sus huesos son huecos como los de los pájaros, garantizándole un menor peso en proporción a su masa muscular. Sus ojos están especialmente adaptados para resistir el viento a gran velocidad. También dispone de una membrana especial en su sistema respiratorio que le permite extraer oxígeno del aire a grandes altitudes o a gran velocidad.
Ícaro puede volar gracias a sus alas. Estas poseen una estructura ósea flexible que le permiten plegarlas en su espalda hasta que quedan casi ocultas bajo su ropa. Puede alcanzar una altitud de 3.000 metros con poco esfuerzo y puede volar hasta 12 horas sin descansar. Se regenera y cura sus heridas cientos de veces más rápidamente que los humanos normales. Gracias a su factor curativo puede curarse completamente de heridas que resultarían fatales para la mayoría de los humanos. También posee un juego de cuerdas vocales que producen una frecuencia sónica superior a la humana además de poder crear múltiples sonidos o voces al tiempo. Esta capacidad vocal le permite hipnotizar al que le escucha.